# Cmentarz wojenny w Drzewcach
Cmentarz wojenny w Drzewcach – cmentarz z pierwszej oraz drugiej wojny światowej znajdujący się we wsi Drzewce w województwie lubelskim, w powiecie puławskim, w gminie Nałęczów.
Cmentarz ma kształt prostokąta o wymiarach około 36 na 32 m. Założony prawdopodobnie w czasach potopu szwedzkiego do grzebania żołnierzy szwedzkich. Ponownie wykorzystywany w obu wojnach światowych. Przebudowany w 1983 r.
Na cmentarzu pochowanych jest m.in. około 200 żołnierzy poległych i zmarłych w dniach 2-5 sierpnia 1915:
- austro-węgierskich
  - z 10 Przemyskiego Pułku Piechoty
  - z 15 Pułku Piechoty
  - z 32 Pułku Piechoty
  - z 12 Pułku Piechoty Honwedu
  - z 18 Pułku Piechoty Honwedu
- rosyjskich

Spoczywa tu też Witold Wiszniewski – żołnierz Armii Krajowej z Warszawy, który zginął podczas próby ucieczki z transportu więźniów do obozu na Majdanku.